# San Yu Htwe
San Yu Htwe (Mindat, 14 ottobre 1986) è un'arciera birmana, che ha rappresentato la Birmania ai Giochi olimpici di Rio de Janeiro 2016.